# 파산법
파산법(破産法)이란 어떤 사람이 경제적으로 파산하여 그의 재산으로는 총채무를 전부 갚을 수 없는 상태일 때 법률적 수단으로서 강제적으로 그의 전 재산을 관리·환가하여 총채권자에게 골고루 나누도록 하는 재판상의 절차를 법률로 정한 것을 가리킨다. 
이러한 절차를 상인에 한해서만 인정한 것인가 아니면 일반인에게도 인정할 것인가에 따라 상인파산주의와 일반파산주의로 대립되는데, 대한민국의 파산법은 일반파산주의의 입장을 취하고 있다. 대한민국은 2005년 3월 31일 공포된 "채무자 회생 및 파산에 관한 법률"에서 파산제도를 규정하고 있다.

## 같이 보기
- 파산